# 永井泰浩
永井 泰浩（ながい やすひろ、1958年4月7日 - ）は、日本の実業家。三井住友海上プライマリー生命保険株式会社代表取締役社長。

## 人物・経歴
大阪府出身。1982年神戸大学経済学部卒業、住友海上火災保険（現三井住友海上火災保険）入社。長く企画部門に従事し、経営企画部事業企画グループ長、経営企画部次長等を経て、2005年三井住友海上シティインシュアランス生命保険（現三井住友海上プライマリー生命保険）企画・総務部長。2015年三井住友海上プライマリー生命保険取締役専務執行役員。2017年から三井住友海上プライマリー生命保険代表取締役社長を務め、事業の拡大にあたった。